# Huntingdonshire
Huntingdonshire es un distrito no metropolitano del condado de Cambridgeshire (Inglaterra). Tiene una superficie de 906,18 km². Según el censo de 2001, Huntingdonshire estaba habitado por 156 954 personas y su densidad de población era de 173,2 hab/km². Su capital es Huntingdon.
Antes de 1974, Huntingdonshire era un condado separado.